# Hà Kỳ
Hà Kỳ là một xã thuộc huyện Tứ Kỳ, tỉnh Hải Dương, Việt Nam.
Xã Hà Kỳ có diện tích 9,1 km², dân số năm 1999 là 7709 người, mật độ dân số đạt 847 người/km².